# Abjurata
Abjurata – publiczne zaprzeczenie, wyrzeczenie się pod przysięgą. Termin ten stosowano w prawie staropolskim m.in. w odniesieniu do wyparcia się herezji albo oficjalnego zrzeczenia się własności. Ponadto mianem abjuraty określano, także niedopuszczenie świadka do złożenia przysięgi.